# Hinderika Modderaar
Hinderika Modderaar (Groningen, 29 december 1880 – aldaar, 2 december 1989) was vanaf 6 november 1988 de oudste levende vrouw van Nederland, na het overlijden van Cornelia Labruyère. Zij heeft deze titel 1 jaar en 26 dagen gedragen.
Modderaar overleed op de leeftijd van 108 jaar en 338 dagen. Haar opvolger was Ymkje Hofstra-Booi.